# Radiodiffusion-télévision française
Ne doit pas être confondu avec RTF Télévision.
La Radiodiffusion-télévision française, dont le sigle usuel est RTF, est une société nationale française chargée du service public de l'audiovisuel, créée par décret le 9 février 1949 en remplacement de la Radiodiffusion française (RDF), devenue par décret un établissement public à caractère industriel et commercial le 4 février 1959 et remplacée par l'Office de radiodiffusion télévision française (ORTF) le 25 juillet 1964.

## Histoire

### Un «T» pour bien symboliser la télévision

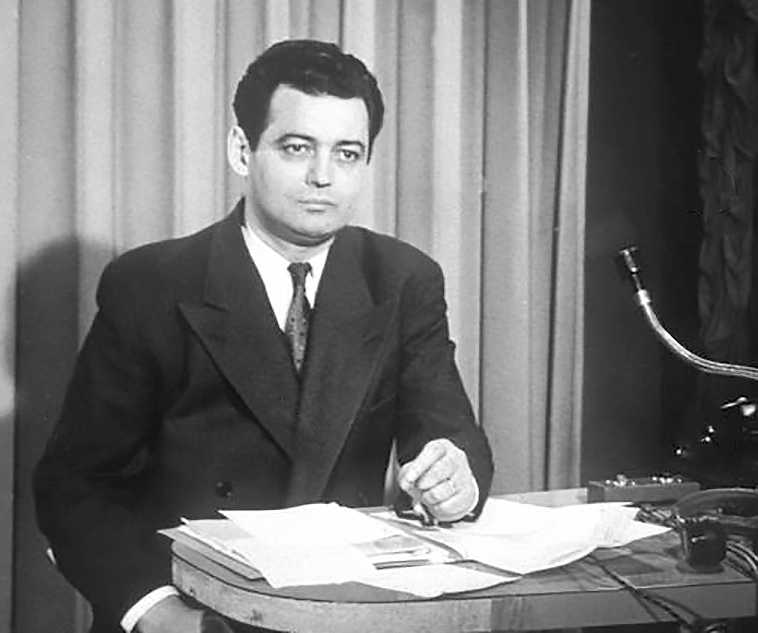
En 1949, Pierre Sabbagh présente le premier journal quotidien.

Le décret du 9 février 1949 remplace l'administrateur général de la Radiodiffusion française par un directeur général de la Radiodiffusion-télévision française (RTF) nommé par le gouvernement et assisté d'un conseil supérieur consultatif. Le nouveau nom de la société nationale de radiodiffusion marque bien l'essor pris par ce nouveau média qu'est la télévision. Malgré tout, le mode de fonctionnement de la RTF ne diffère pas de celui de la RDF puisqu'elle est totalement dénuée d'autonomie propre et est toujours placée sous le contrôle direct de l'État, par l'intermédiaire du ministère de l'Information. Le 29 juin 1949 voit l'apparition du premier journal télévisé conçu par Pierre Sabbagh, mais sans présentateur. Le 30 juillet, une redevance audiovisuelle de 4 000 anciens francs par an est instaurée pour les quelque trois mille possesseurs de téléviseurs (jusqu'alors, seuls les équipements radio sont assujettis à la redevance). Le 12 février 1950, plusieurs diffuseurs européens, dont la RTF, quittent l'Organisation internationale de radiodiffusion pour former l'Union européenne de radio-télévision. La diffusion de la télévision française à la nouvelle norme de 819 lignes débute officiellement le 25 avril, en parallèle de la diffusion au standard 441 lignes qui doit être maintenue jusqu'en 1958.
Également sous l'ère de la RTF, apparaissent de nouveaux programmes, notamment les émissions religieuses du dimanche matin, l'émission jeunesse (Le Club du jeudi), les premières pièces de théâtre diffusées en direct, les premières années de la diffusion en direct du défilé du 14 Juillet (retransmis la première fois le 14 juillet 1950) et les premières retransmissions internationales qui permettront aux téléspectateurs français d'assister en direct au couronnement de la souveraine britannique Élisabeth II le 2 juin 1953. Cet évènement contribue énormément au succès de la télévision en France par l'achat massif de téléviseurs qui passent de 59 971 à 125 088. En parallèle, l'offre de radiodiffusion s'enrichit avec la création du Programme musical en modulation de fréquence le 29 mars 1954 à l’initiative du poète Jean Tardieu, directeur du Club d'essai de la RTF.
Le 3 janvier 1956, la diffusion en 441 lignes s'arrête définitivement à la suite d'un incendie de l’émetteur. Entre-temps, entre 1950 et 1969, la télévision régionale fait progressivement son apparition, en commençant par Télé-Lille. Les stations régionales servant également de relais, les programmes, jusqu'alors exclusivement parisiens, peuvent être reçus dans chaque zone couverte par une antenne régionale.

### De la refonte des radios à la transformation en ÉPIC
Le 1er janvier 1958, l'offre radiophonique est considérablement modifiée. Le programme musical à modulation de fréquence, France IV, est supprimé et l'offre radio de la RTF se retrouve composée de trois chaînes, qui changent de nom pour l'occasion :
- Paris-Inter devient France I Paris-Inter, démontrant que la station de référence de la RTF diffusant 24 h sur 24 h devient un programme privilégiant l’information directe et instantanée, tout en reflétant l'ensemble des aspects de la vie quotidienne ;
- Programme parisien devient France II-Régional, chaîne de divertissements et d'émissions des stations régionales ;
- Programme national devient France III-National, en s'axant sur les programmes culturels et artistiques reflètant toute l'activité intellectuelle française au plus haut niveau.

La suppression du programme musical ayant entraîné de nombreuses protestations, il est réintroduit sous le nom de France IV-Haute Fidélité dès le 27 mars 1960.
En avril 1958 est créée par Henri Kubnick l'émission devenue culte  Le Jeu des 1 000 francs, à l'origine 100 000 francs par jour sur France I avant l'entrée en vigueur des « nouveaux francs ». À la télévision, la RTF crée en 1959 le tout premier magazine d'information télévisé, Cinq colonnes à la une, qui sera diffusé jusqu'en 1968.
L'ordonnance no 59-273 du 4 février 1959 transforme la RTF en établissement public à caractère industriel et commercial (ÉPIC). La RTF adopte son fameux logo « atome » qui sera conservé même après la transformation en « ORTF » en juin 1964.
Le premier essai de retransmission de télévision en Mondovision par le satellite Telstar entre les radômes d'Andover aux États-Unis et de Pleumeur-Bodou en Bretagne a lieu le 11 juillet 1962.

### 1963: l'année des réformes et des nouveautés
Face à l'érosion constante de l'audience des chaînes de radiodiffusion de la RTF au profit des postes périphériques et à la fréquence des grèves au sein de l'établissement, le gouvernement et la direction de la RTF décident de réagir en procédant à une série de réformes dès 1963. La première d'entre elles a lieu en avril 1963 avec les actualités télévisées lorsque la priorité absolue est donnée à l'image par rapport aux commentaires du présentateur, de manière à laisser le téléspectateur juge de l'événement. La seconde concerne la simplification des chaînes de radio de la RTF en octobre 1963, réduites de quatre à trois, en s'efforçant de donner à chacune un style propre afin de redresser l'audience. France I et France II-Régional fusionnent pour devenir « RTF Inter », cette dernière se divisant en deux programmes distincts en soirée : Inter Jeunesse en ondes longues et Inter-Variétés en ondes moyennes. France III-National devient « RTF Promotion » et récupère également quelques productions jusqu'alors diffusées sur France II-Régional. France IV-Haute Fidélité devient « RTF Haute Fidélité » et se consacre essentiellement à la musique classique. Ces nouveaux noms ne durent que peu de temps, puisqu'un référendum est organisé auprès des auditeurs pour renommer les chaînes, dans le cadre de la réforme Roland Dhordain, avec application le 8 décembre 1963. RTF Inter devient « France-Inter » , RTF Promotion devient « France-Culture » et RTF Haute Fidélité devient « France-Musique ». La troisième réforme consacre la décentralisation des émissions de radiodiffusion, dont le nombre des émissions régionales augmente de 50 % alors que l'auditoire double grâce au regroupement des chaînes France I et France II sur France-Inter et de télévision par la multiplication des journaux télévisés régionaux produits par les Centres d’Actualités Télévisés (CAT) implantés dans chacune des grandes régions économiques. La dernière réforme est l'institution à la télévision d'un programme minimum en cas de grève.
Le 14 décembre 1963, la RTF emménage dans son nouveau siège social ultra-moderne situé au 116 quai de Passy dans le 16e arrondissement de Paris qui regroupe pour la première fois en un seul lieu la direction générale de la RTF, les directions de la Radiodiffusion et de la Télévision, les services et les studios de la radiodiffusion. Le 21 décembre de la même année, une deuxième chaîne de télévision, RTF Télévision 2, est créée en utilisant la bande UHF 625 lignes. L'ancienne chaîne unique, RTF Télévision, est dès lors appelée familièrement « la première chaîne » (mais le sigle, lui, ne change pas).
En 1964, il est décidé de réformer la RTF afin de lui donner de nouveaux statuts et une plus grande autonomie. La loi du 27 juin 1964, qui entre en application le 25 juillet 1964, transforme la Radiodiffusion-télévision française en « Office de Radiodiffusion-télévision française » (ORTF). Radio et télévision sont désormais placées sous la tutelle et non plus l'autorité du ministre de l'Information.

## Identité visuelle
Le 4 février 1959 apparaît le nouveau logo « atome » de la RTF constitué des trois lettres R, T et F posées horizontalement sur trois ellipses, évoquant aussi bien des ondes radioélectriques que le système solaire ou la course d'un électron dans un univers fermé.

Logo de la RTF du 9 février 1949 au 4 février 1959
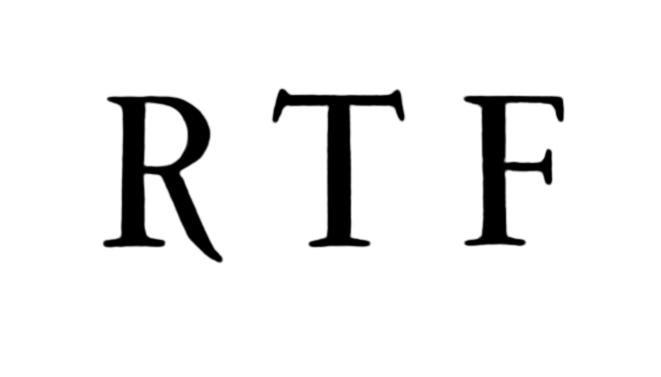
Logo alternatif de la RTF de 1949 à 1959.
Logo « atome » de la RTF du 4 février 1959 au 24 juillet 1964

## Organisation
Conformément à l'ordonnance de 1945 sur le monopole d'État sur les ondes nationales, la Radiodiffusion-télévision française (RTF) est à sa création un service d'État directement contrôlé par le ministre chargé de l'Information et qui ne dispose d'aucune autonomie. Une ligne directe relie le bureau du ministre de l'Information à celui du directeur de la Télévision, avenue de Friedland à Paris. Le 31 décembre 1953, l'Assemblée nationale vote un plan de développement de cinq ans pour la télévision, dans lequel un amendement instaure le monopole de programmation et de production de la RTF.
Après son accession au pouvoir, le général de Gaulle souhaite donner un peu d'autonomie à la RTF. Le décret no 58-1160 du 3 décembre 1958 abroge les dispositions de la loi du 7 novembre 1942 sur la Radiodiffusion nationale et décide dans son article premier de la gestion de la Radiodiffusion-télévision française, sous l'autorité du ministre chargé de l'Information, par un directeur général nommé par décret en Conseil des ministres sur le rapport du ministre de l'Information. Il a sous son autorité l'ensemble du personnel et des services et a rang de secrétaire général de l'Information. L'article 3 de ce décret porte sur la création d'un Conseil supérieur de la RTF dont le président est nommé par décret en Conseil des ministres sur le rapport du ministre de l'Information et douze membres nommés par simple décret. Le conseil supérieur est obligatoirement consulté sur les contrats de concession, les participations à des entreprises annexes, les projets du budget, les comptes annuels, les dons et legs, les émissions d'obligations et de bons, les programmes de travaux et sur les modifications aux lois et règlements relatifs à l'organisation et au fonctionnement de la RTF.
Une réforme plus large est réalisée par l'ordonnance no 59-273 du 4 février 1959 et par le décret no 59-277 du 5 février 1959 qui permettent de rompre le principe d'administration directe et d'ériger la RTF en établissement public de l'État à caractère industriel et commercial doté d'un budget autonome, mais toujours placé sous l'autorité du ministre chargé de l'Information. Tous les droits et obligations de l'État concernant la RTF sont transférés au nouvel établissement public. Le directeur général, assisté d'un directeur général adjoint et de directeurs nommés par décret, assume l'ensemble des responsabilités de l'établissement. Les ingénieurs de la RTF se détachent du cadre des PTT dans lequel ils figurent depuis 1951.
Le statut du personnel fait l'objet du décret no 60-125 du 4 février 1960. Le 21 décembre 1960, la loi de finances réaffirme le monopole « d'émission et d'exploitation » de la RTF. Les ingénieurs obtiennent le contrôle de l’ensemble des moyens techniques qui permettent d’acheminer les programmes jusqu’aux téléspectateurs : les faisceaux hertziens, jusque-là gérés de façon commune par la RTF et les PTT, sont rattachés à la RTF.
Tous ces décrets et ordonnances, visant à donner plus d'autonomie à la RTF, bouleversent le régime antérieur et font l'objet de critiques constantes qui amènent le gouvernement à faire adopter par la loi no 64-621 du 27 juin 1964 un nouveau statut instituant l'Office de Radiodiffusion-télévision française (ORTF).

« La RTF, c'est le gouvernement dans la salle à manger de tous les Français ! »

— Alain Peyrefitte, ministre de l'Information, 1964

### Directions

#### Direction générale
Directeurs généraux
- Wladimir Porché (09/02/1949 - 01/01/1957)
- Gabriel Delaunay (01/01/1957 - 24/07/1958)
- Christian Chavanon (24/07/1958 - 21/03/1960)
- Raymond Janot (21/03/1960 - 24/02/1962)
- Robert Bordaz (24 /02/1962 - 24/07/1964)

#### Conseil supérieur de la Radiodiffusion-télévision française
Présidence du Conseil supérieur de la Radiodiffusion-télévision française
- Henry Torrès (26/03/1959 - 10/1959)
- Pierre Descaves (10/1959 - 1964)

#### Direction des Services artistiques
La direction des Services artistiques est chargée de la création, de la production et de la programmation des émissions, à l'exception des émissions d'information qui relèvent de la direction des informations. Elle est constituée de deux directions distinctes, l'une pour la Radiodiffusion, l'autre pour la Télévision. Les directeurs des Services artistiques de la Radiodiffusion et de la Télévision sont nommés directement en Conseil des ministres.
Directeurs de la Radiodiffusion
- Paul Gilson (9/02/1949 - 1962)
- Roland Dhordain (1962 - 30/08/1963)
- Pierre de Boisdeffre (30/08/1963 - 24/07/1964)

Directeurs de la Télévision
- Jacques Armand (9/02/1949 - 04/1949)
- Jean Luc (04/1949 - 2/1951)
- Jean Arnaud (02/1951 - 06/1952)
- Jean d'Arcy (06/1952 - 10/1959)
- Albert Ollivier (10/1959 - 18/07/1964)

#### Direction des informations
La direction des informations de la RTF a eu différents intitulés successifs : d'abord direction des informations et du journal parlé de 1945 à 1956, elle devient la direction des informations de 1957 à 1958 et de 1960 à 1961, puis la direction des informations et de l'actualité télévisée en 1959 et enfin la direction des journaux de la RTF de 1962 à 1963. Les directeurs de l'information sont nommés directement en Conseil des ministres. Gilbert Burlot assure l'administration du journal parlé et du journal télévisé de 1959 à 1963.
De 1951 à 1959, cette direction est chargée de la radiodiffusion sonore, à savoir le journal parlé métropolitain, les émissions en langue arabe, les émissions pour la France d’outre-mer et le service des reportages. Elle est aussi chargée de l’information radio et par intermittence de l’information télévisée (1951-1957, 1959, 1962-1963). De 1957 à 1959, elle est aussi chargée de la télévision, à savoir le journal télévisé, les magazines d'actualité et les reportages extérieurs d'actualité ou sportifs. En 1959, elle est responsable des émissions d'information radiophoniques et de la sous-direction de l’actualité télévisée. Le reste du temps, cette dernière relève alors directement de la direction de la Télévision. 
Directeurs de l'information
- Vital Gayman (9/02/1949 - 17/07/1958)
- Louis Terrenoire (17/07/1958 - 11/1958)
- Albert Ollivier (11/1958 - 10/1959)
  - Philippe Ragueneau, sous-directeur (11/1958 - 10/1959)
- René Thibault (10/1959 - 06/1961)
- André-Marie Gerard (06/1961 - 04/1963)

En avril 1963 sont créées deux directions de l'information distinctes :
Directeur de l'information radio
Directeur de l'information télévisée
- Raymond Marcillac (4/1963 - 24/07/1964)

#### Direction des relations internationales
Cette direction s'est d'abord intitulée service des échanges internationaux avant de prendre le nom de direction des relations internationales en 1959. Elle est rattachée au service des émissions vers l’étranger depuis 1947, puis au directeur des services artistiques de 1951 à 1958.
En 1956, elle est divisée en plusieurs bureaux : bureau des relais radio chargé de l’organisation matérielle des relais, bureau de production chargé de la réalisation d'enregistrements pour les échanges internationaux (émissions artistiques vers l'étranger) et composé de plusieurs sections de production en plusieurs langues, bureau des chroniques depuis 1955 et bureau de coordination des échanges internationaux de télévision à partir de 1959.
Directeurs des relations internationales
- Jacques Manachem (1947)
  - Michel Robida, adjoint (1951 - 1956)
- Michel Robida (1956 - 1959)
- Jean d'Arcy (1959 - 1962 ?)
- Jacques Flaud (1963 - 1969)

#### Direction des services techniques
Le directeur des services techniques est le seul responsable des grandes directions de la RTF à avoir rang de directeur général adjoint. Ce poste est toujours attribué à un ingénieur.
Directeurs des services techniques
- Marien Leschi (9/02/1949 - 1963)
- Claude Mercier (1963 - 24/07/1964)

#### Service des sports
Directeur du service des sports
- Raymond Marcillac (12/9/1958 - 24/07/1964)

### Budget et ressources
Le budget de la RTF est directement versé par le Ministère de l'Information dont elle dépend entièrement. Les dépenses sont contrôlés, à priori, par un contrôleur financier représentant le ministre des Finances. Pas un contrat, une promotion ou l'acquisition d'un nouveau matériel n'est possible sans l'acceptation du ministre des Finances.
Le 30 juillet 1949, une loi est votée par le Parlement taxant les récepteurs de télévision (4 000 anciens francs). Le 24 mai 1951, la publicité sans marque ou « propagande collective d'intérêt général » est autorisée à la radio publique et est introduite à la télévision en 1959.
Le nouveau statut d'établissement public à caractère industriel et commercial accordé en 1959 permet à la RTF de disposer d'un budget autonome, mais le contrôle financier existant est maintenu. Le nouvel établissement public conserve les procédures et privilèges institués pour le recouvrement de la redevance. La gestion financière est suivie par un comité délibérant sur les documents qui lui sont présentés avant transmission aux ministres de l'Information et des Finances chargés de les approuver : état de prévision des recettes et dépenses, budget d'équipement, bilans et comptes des résultats, prises ou extensions de participation financière. L'équilibre financier entre dépenses et recettes doit être assuré par une redevance par poste récepteur dont le taux est fixé par décret pris en Conseil d'État sur rapport des deux ministres intéressés, par la vente des publications, disques et films, par la rémunération des services rendus (les dépenses spéciales de fonctionnement et d'investissement imposées par les administrations publiques sont acquittées par celles-ci dans le cadre des conventions), par les revenus du portefeuille et des participations autorisées et par le produit des amendes et transactions.

### Missions
L'établissement public à caractère industriel et commercial RTF a seule qualité dans les territoires de la République française pour organiser, constituer ou faire constituer, entretenir, modifier et exploiter le réseau des installations de radiodiffusion, radiodiffuser ses programmes ou les mettre à la disposition d'autres organismes de radiodiffusion, percevoir les redevances et les contreparties financières de ses prestations, participer avec les administrations et organismes professionnels intéressés à la fixation des normes des matériels de radiodiffusion et au contrôle de la mise en application de ces normes, assurer directement, sans fil, ou conjointement avec l'administration des postes, télégraphe et téléphone, par fil — aucune atteinte ne pouvant dans ce dernier cas être portée au monopole de ladite administration, sauf par décret contresigné par le ministre intéressé — la distribution au public de ses programmes ou de tout autre programme quelle qu'en soit l'origine, d'une composition et d'une importance analogues aux siens, conclure avec les administrations publiques intéressées et notamment avec le Ministère des postes, télégraphe et téléphone en ce qui concerne les télécommunications, toutes conventions destinées à assurer la radiodiffusion d'émissions sur les territoires où s’exerce l'activité de la RTF.
La RTF peut, en outre, être chargée d'apporter son concours technique aux services de la radiodiffusion d'états étrangers amis.
La Radiodiffusion-télévision française est membre de l'Organisation internationale de radiodiffusion de sa création jusqu'au 12 février 1950, lorsqu'elle quitte cette organisation avec plusieurs autres diffuseurs ouest européens pour former l'Union européenne de radio-télévision dont elle est un membre fondateur. Le directeur de la télévision de la RTF, Jean d'Arcy est d'ailleurs à l'origine de la création en 1954 du réseau d'échange d'images de cette organisation, l'Eurovision.

### Sièges et studios
Le premier siège social de la Radiodiffusion-télévision française est alors situé dans les locaux du Ministère de l'Information au 36 avenue de Friedland, dans le 8e arrondissement de Paris et abrite la direction générale. Les services généraux sont alors situés au 107 rue de Grenelle dans les anciens locaux affectés à la télévision par Georges Mandel en 1935.

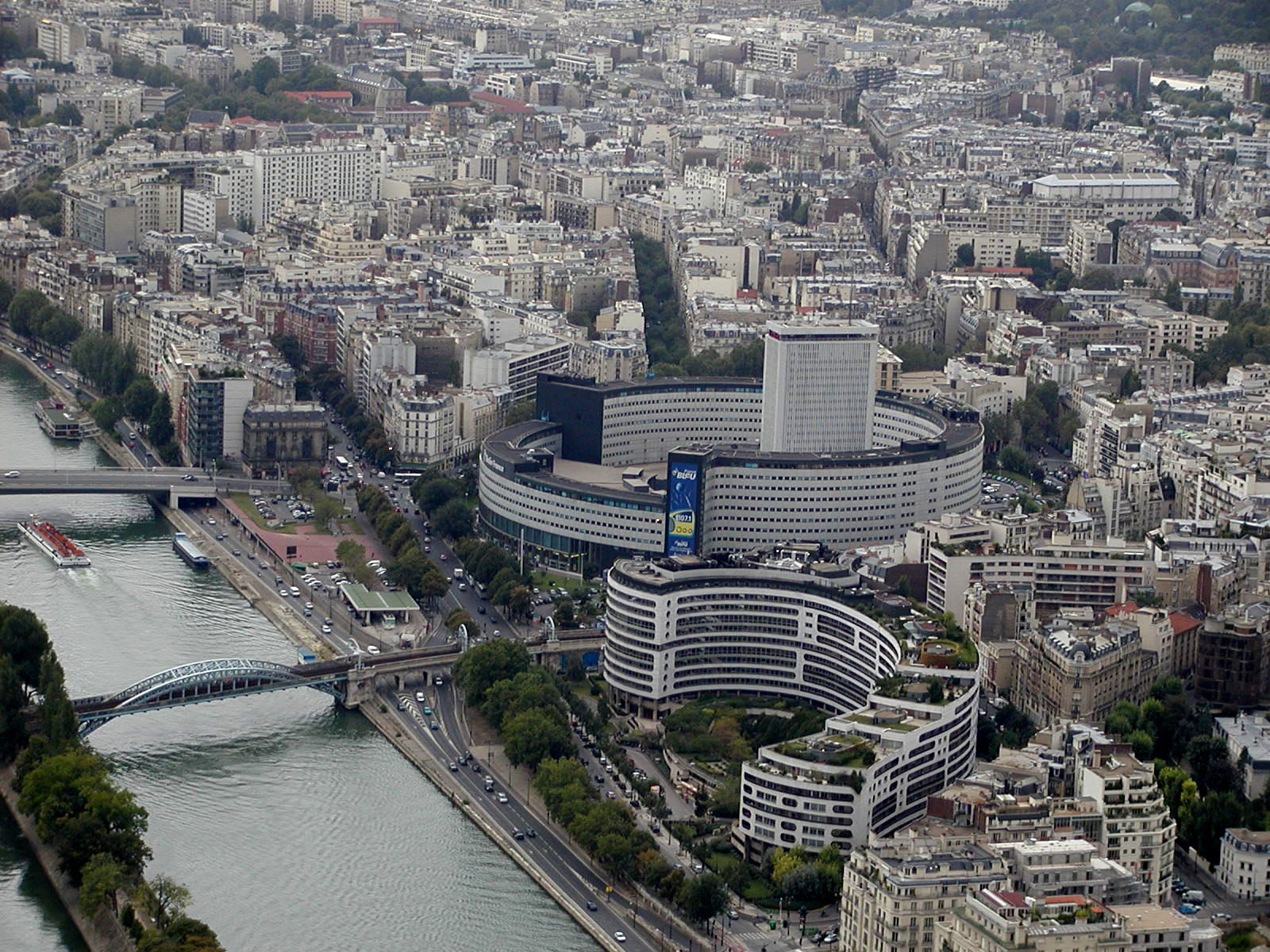
La Maison de la RTF

La direction, les studios, régies et locaux techniques de la radiodiffusion sont installés au 11 rue François-Ier dans le 8e arrondissement de Paris, locaux dans lesquels Radio Paris, fraîchement nationalisée en 1933, installe son siège et ses studios jusqu'en 1940. La RTF possède aussi d'autres studios radiophoniques au Centre Pierre Bourdan installé au 5 avenue du Recteur-Poincaré dans le 16e arrondissement de Paris.
La direction de la Télévision, les studios, régies et locaux techniques sont répartis entre les huit étages du Centre Alfred Lelluch au 13-15 rue Cognacq-Jay et les vastes studios du Centre René Barthélemy aux Buttes Chaumont, reconstruits en 1953 à la place des anciens studios Gaumont que la RTF a rachetés en décembre 1951, qui produisent la quasi-totalité des programmes diffusés.
À la suite d'un concours lancé en 1952 et remporté par l'architecte Henry Bernard, grand Prix de Rome, la Maison de la RTF est construite au 116 quai de Passy dans le 16e arrondissement de Paris (aujourd'hui avenue du Président-Kennedy). La RTF dispose enfin d'un siège social ultra moderne de 25 000 m². Ce bâtiment circulaire, formé d'une couronne de 500 m de circonférence avec une tour de 68 m de hauteur en son centre, contient 920 bureaux, 54 studios d’enregistrement, dont un de télévision et trois grandes salles destinées à accueillir des spectacles en public. Au centre, la tour accueille les archives, le plus petit anneau reçoit les installations techniques, isolées du bruit extérieur par le second anneau, qui héberge des bureaux et des studios qui s’enroulent autour d’un couloir circulaire. La Maison de la RTF regroupe pour la première fois en un seul lieu la direction générale, les directions de la Radiodiffusion et de la Télévision, les services et les studios de la radiodiffusion. Elle est inaugurée par le président de la République Charles de Gaulle le 14 décembre 1963 à 19h00,.

## Services
La RTF contrôle quatre chaînes de radio nationales, dix radios régionales métropolitaines, huit radios régionales d'outre-mer et deux chaînes de télévision nationales.

### Radiodiffusion
La réforme Roland Dhordain du 8 décembre 1963 rebaptise les chaînes de radio de la RTF après le référendum « Baptême RTF 64 » auprès des auditeurs.
| Chaîne | Directeur                           | Date de création | Diffusion |
| --- | ----------------------------------- | ---------------- | --- |
| - Paris-Inter - France I Paris-Inter (1er janvier 1958) - RTF Inter (20 octobre 1963) - France Inter (8 décembre 1963)                                                                      | Jean Vincent-Bréchignac             | 1er janvier 1947 | Chaîne généraliste nationale diffusée sur ondes moyennes, sur grandes ondes à partir du 19 octobre 1952 et à Paris en modulation de fréquence à partir du 19 mai 1963.                                            |
| - Programme parisien - France II-Régional (1er janvier 1958) - Inter-Variétés (diffusé chaque soir dès 20h30 sur le réseau ondes moyennes de France Inter à partir du 8 décembre 1963)      | Jean Vincent-Bréchignac (1951-1964) | 14 janvier 1945  | Chaîne généraliste puis thématique nationale diffusée sur ondes moyennes. |
| - Programme national - France III-National (1er janvier 1958) - RTF Promotion (20 octobre 1963) - France Culture (8 décembre 1963)                                                          | Henry Barraud                       | 22 août 1944     | Chaîne généraliste puis thématique nationale diffusée sur ondes moyennes et à Paris en modulation de fréquence à partir du 19 mai 1963.                                                                           |
| - Programme en modulation de fréquence (supprimé le 31 décembre 1957) - France IV-Haute Fidélité (4 février 1959) - RTF Haute Fidélité (20 octobre 1963) - France Musique (8 décembre 1963) | Jean Tardieu                        | 29 mars 1954     | Chaîne thématique nationale diffusée en modulation de fréquence et en stéréophonie. |
| Radio-Sorbonne |                                     | 2 décembre 1947  | Programme de radio scolaire et universitaire diffusant sur ondes moyennes 209,9 m (963 kHz) à Paris les cours donnés à l'université de la Sorbonne et des émissions de l'Université Radiophonique Internationale. |

#### La radiodiffusion régionale
Les chaînes de radio régionales émettent sur le réseau d'émetteurs en ondes moyennes.
- Radio Alger I : devenant France V le 1er janvier 1958, Radio France le 23 avril 1961, puis à nouveau Radio Alger le 5 juillet 1962 à la suite de l'indépendance de l'Algérie, passant de la RTF à la Radiodiffusion télévision algérienne (RTA).
- Radio Alger II, station crée en 1944 et qui diffuse en arabe.
- Radio Alger III, station crée en 1946 et qui diffuse en berbère.
- Radio Strasbourg
- Toulouse-Pyrénées
- Montpellier-Languedoc
- Radio Lyon : située cours Gambetta, avec des cadres dynamiques comme Max Nicolas, qui partira ensuite exercer sur Paris, René Fonteret, également directeur de l'AFP et aussi des intermittents efficaces en présentation de vedettes de music-hall des spectacles arrivants sur la ville comme Jo Darlays, proche de la Bourse du Travail et du Palais d'Hiver et un orchestre de Radio-Lyon de plusieurs dizaines de musiciens, parmi les meilleurs du moment, dirigés par Gérard Nony ou Jean Bertola.
- Radio Nancy
- Radio Normandie
- Radio Rennes / Radio Bretagne
- Paris Île-de-France : programme régional créé en novembre 1963 en décrochage de France Inter et Inter-Variétés sur l'émetteur en ondes moyennes de Villebon sur Yvette (1070 kHz) jusqu'en janvier 1975.

Chaînes régionales d'outre-mer
- Radio Saint-Denis : radio généraliste régionale à destination des auditeurs de la Réunion (créée en 1929)
- Radio Saint-Pierre et Miquelon : radio généraliste régionale à destination des auditeurs de Saint-Pierre et Miquelon (créée en 1930)
- Radio Guadeloupe : radio généraliste régionale à destination des auditeurs de Guadeloupe (créée en 1937)
- Radio Nouméa : radio généraliste régionale à destination des auditeurs de Nouvelle-Calédonie (créée le 3 juin 1937)
- Radio Martinique : radio généraliste régionale à destination des auditeurs de Martinique (créée le 22 octobre 1937)
- Radio Tahiti : radio généraliste régionale à destination des auditeurs de Polynésie française (créée en 1949)
- Radio Guyane : radio généraliste régionale à destination des auditeurs de Guyane (crée le 9 juin 1951)
- Radio Comores : radio généraliste régionale à destination des auditeurs des Comores (créée en 1961)
- Radio Brazzaville, qui devient le Poste National en 1950 : radio généraliste régionale à destination des auditeurs de l'Afrique-Équatoriale française (créée le 11 septembre 1940)
- Radio France Asie : voix de la France dans le Sud-Est Asiatique et en Extrême-Orient diffusée depuis Saïgon de 1949 à 1956.

### Télévision
| Chaîne           | Directeur | Date de création                     | Diffusion |
| ---------------- | --- | ------------------------------------ | --- |
| RTF Télévision   | Jacques Armand (1949) Jean Luc (1949-1951) Jean Arnaud (1951-1952) Jean d'Arcy (1952-1959) Albert Ollivier (1959-1964) | 9 février 1949                       | Chaîne généraliste nationale avec décrochages régionaux diffusée en noir et blanc sur la bande VHF en 441 lignes jusqu'au 3 janvier 1956 et en 819 lignes. |
| RTF Télévision 2 | Philippe Ragueneau | 18 avril 1964 (diffusion officielle) | Chaîne généraliste nationale crée expérimentalement le 21 décembre 1963 diffusée en noir et blanc sur la bande UHF en 625 lignes.                          |

#### La télévision régionale
Jusque-là expérimentation parisienne, la télévision française, en retard de développement vis-à-vis des États-Unis et de l’Angleterre, voit sa zone d'émission s'étendre dès 1950, avec la décision du gouvernement de créer les premières stations régionales de télévision, afin de permettre aux régions urbanisées et industrielles, à proximité des frontières, de capter les signaux de télévision :
- 10 avril 1950 : mise en service de l'émetteur de télévision régionale à Lille. Télé-Lille, première télévision régionale française, émettant pendant environ deux heures en fin de journée et dotée de son propre journal télévisé régional Images du Nord. Le journal national est acheminé chaque jour en train et diffusé sur la région le lendemain en différé. Télé-Lille arrose une grande partie de la Belgique de Gand à Tournai et compte alors cinq fois plus de téléspectateurs belges que français. Le minuscule studio, le télécinéma, la régie et les équipements d'émission sont installés au sommet du beffroi de l'Hôtel de ville. Au début des années 1960, la RTF remplace l'émetteur du Beffroi par un grand centre situé à Bouvigny, près de Lens (Pas de Calais) qui diffusera en 1967 également vers le Sud, sur un autre canal, les émissions régionales d'Amiens,Télé-Picardie ;

- février 1952 : premier faisceau hertzien de télévision entre Lille et Paris, permettant à l'émetteur lillois de devenir le premier relais de l'émetteur parisien de la tour Eiffel et de relayer le programme national de RTF Télévision. Il continuera néanmoins à diffuser aussi des émissions régionales, notamment à destination de ses téléspectateurs flamands ;

- 15 octobre 1953 : mise en service de l'émetteur régional de télévision de Strasbourg Lauth, à l'angle de la rue Lauth et de la place de Bordeaux (à l'emplacement actuel de France 3 Alsace). Télé-Strasbourg diffuse ses premières émissions. La construction de cet émetteur provisoire a été accélérée pour éviter que les Alsaciens achètent des récepteurs allemands en 625 lignes incapables de capter par la suite la RTF en 819 lignes : à Strasbourg, le Couronnement de la reine Élisabeth II le 2 juin 1953 est présenté au public par un commerçant captant le tout nouvel émetteur de Baden-Baden de la Télévision allemande. Par la suite, l'ORTF construira un émetteur plus puissant à Nordheim en 1964 ;

- à la rentrée de 1954, des décrochages régionaux seront mis en place certains jours de la semaine (variables selon les régions), sur le réseau 819 lignes à Lille, Lyon, Marseille et Strasbourg avant le début du programme national ;

- 20 septembre 1954 : inauguration de la station marseillaise de télévision de la RTF, Télé Marseille.

- 8 novembre 1954 : inauguration de la station régionale de Lyon, Télé Lyon ;

- 24 décembre 1956 : création au Cap Matifou de la station régionale d'Alger, Télévision d'Algérie, qui à la suite de l'indépendance deviendra la Radiodiffusion télévision algérienne (RTA), le 28 octobre 1962 et abandonnera le 819 lignes français (norme E) au profit du 625 lignes européen (norme B Gerber ou CCIR) ;

- août 1961 : naissance de la station régionale Télé-Toulouse-Pyrénées émettant de Pechbonnieu, dans la proche banlieue, mais surtout du pic du Midi, capté dans une vaste zone allant de Castelnaudary à Montauban, Biscarosse et presque jusqu'à Bordeaux sur l'émetteur première chaîne ;

- 25 janvier 1962 : création du centre de télévision régionale de la RTF à Bordeaux transmis sur l'émetteur deuxième chaîne du Pic du Midi de Bigorre ;

- février 1963 : création de la station régionale de Rennes, Télé Bretagne ;

- octobre-décembre 1963 : le ministre de l’Information, Alain Peyrefitte, décide une régionalisation de la RTF autour de Centres d’Actualités Télévisés (CAT) et la mise en place de journaux télévisés régionaux pour toutes les régions. Le ministre inaugure lui-même toutes ces nouvelles éditions régionales en commençant par Lille, le 15 novembre 1963. À partir de cet instant, l’information occupe une place prépondérante dans les programmes régionaux par rapport à la production artistique ;

- 6 décembre 1963 : le Centre d'actualité télévisée de Toulouse-Pyrénées produit son premier journal régional (plateaux et télécinéma) réalisé dans l'immeuble de la Direction régionale de la RTF, 78 allées Jean Jaurès à Toulouse et qui prendra le titre Midi-Pyrénées Actualités. Il est diffusé par l'émetteur du pic du Midi de Bigorre et relayé sur la région toulousaine par l'antenne de Pechbonnieu. Dès septembre 1961, tous les samedis à 13 heures 30, un magazine filmé relate pendant 25 minutes les faits marquants de la semaine passée sous le titre Echos et Reflets ; tandis qu'un mercredi par mois une émission intitulée Rencontres permet, grâce à un court métrage (12 minutes), de faire la connaissance d'une personnalité de passage dans le sud-ouest ;

- 12 décembre 1963 : le centre de production télévisé de Lorraine-Champagne-Ardenne s'installe dans les locaux de la radio à Nancy et inaugure Télé Lorraine-Champagne ;

- février 1964 : la région de Nice reçoit son premier journal local depuis le Centre d'actualité télévisée de la Brague à Antibes, en décrochage de la station marseillaise ;

- 26 juin 1964 : la région RTF de Nantes (Loire-Atlantique, Ouest du Maine-et-Loire, Nord de la Vendée) reçoit Télé Loire-Océan depuis le centre émetteur de Haute-Goulaine ;

- 30 novembre 1964 : Télé Normandie voit le jour depuis le studio de Rouen, la station couvre les cinq départements normands (Seine-Maritime, Eure, Calvados, Manche et Orne). Début 1966, la deuxième station normande installée à Caen diffuse son premier journal destiné aux téléspectateurs du Calvados, de la Manche et de l'Orne ;

- 4 décembre 1964 : Télé Maine-Anjou-Touraine-Perche est, avec le journal de Toulouse diffusé depuis le pic du Midi, l'une des éditions régionales couvrant les plus vastes zones de province. Diffusé par le pylône de Mayet, haut de 300 mètres, près du Mans, ce journal est reçu dans la Sarthe, le Maine-et-Loire, la Mayenne, l'Indre-et-Loire, l'Indre, le Loir-et-Cher et l'Eure-et-Loir ;

- à partir du 1er avril 1964, la deuxième chaîne relaie les programmes régionaux sur la plupart de ses émetteurs UHF, afin que les éditions régionales soient distribuées au mieux du découpage des circonscriptions administratives régionales (les futures régions). Les vastes zones de réception VHF de chaque émetteur de la première chaîne sont souvent reçues par plusieurs régions différentes, le réseau ayant été initialement conçu pour couvrir un maximum de population avec un minimum de fréquences. Les réseaux UHF, complétés par des « émetteurs intercalaires » (Parthenay, Alençon, Amiens St-Just, Chaumont, Mortain, Alès Mt Bouquet, Saint-Flour…) ont des zones de diffusion qui « cadrent » bien mieux avec le découpage des régions créées en 1972.
Ainsi, l'émetteur de Niort diffuse « Poitou-Charentes »sur la première chaîne, mais relaie Nantes sur la deuxième chaîne, à l'intention des téléspectateurs du Sud-Vendée qui sont administrativement rattachés aux Pays de la Loire. De même pour le pic du Midi qui se partage entre Bordeaux et Toulouse, ou Aurillac entre l'Auvergne et le Midi-Pyrénées, avec toutefois une édition locale, la toute première de France Quercy-Rouergue-Actualités, créée en 1966 par Emile Séverac et Jean Maynard, qui est diffusée sur l'émetteur de Labastide du Haut Mont (département du Lot), successivement animée par Jean-Jacques Fillaud, Jeanne Cazals, Jean Doublé et Claude Guilhem. En revanche, Paris et certaines régions proposeront pendant longtemps des émissions pour enfants sur la deuxième chaîne, créant ainsi une disparité de traitement due uniquement à des raisons techniques.

### Service de la recherche de la RTF
Le Service de la recherche de la RTF est l’organe créé en 1960 par Pierre Schaeffer au sein de cette institution publique, afin d’agréger les activités de recherche fondamentale concernant la radiodiffusion et la télévision.